# Planik
Planik ist eine kleine unbewohnte Insel in Kroatien, die etwa einen Quadratkilometer groß ist. Die Insel ist mit Macchie bedeckt und die Einwohner der umliegenden Inseln laden hier ihre Schafe ab.